# 黑蜘蛛猴
黑蜘蛛猴，又稱為朱顏蜘蛛猴、紅臉蜘蛛猴，是一種蜘蛛猴，棲息於南美洲北部的雨林之中。
由於受到盜獵以及棲息地破壞的威脅，黑蜘蛛猴目前在國際自然保護聯盟瀕危物種紅色名錄被列為易危物種。

## 描述

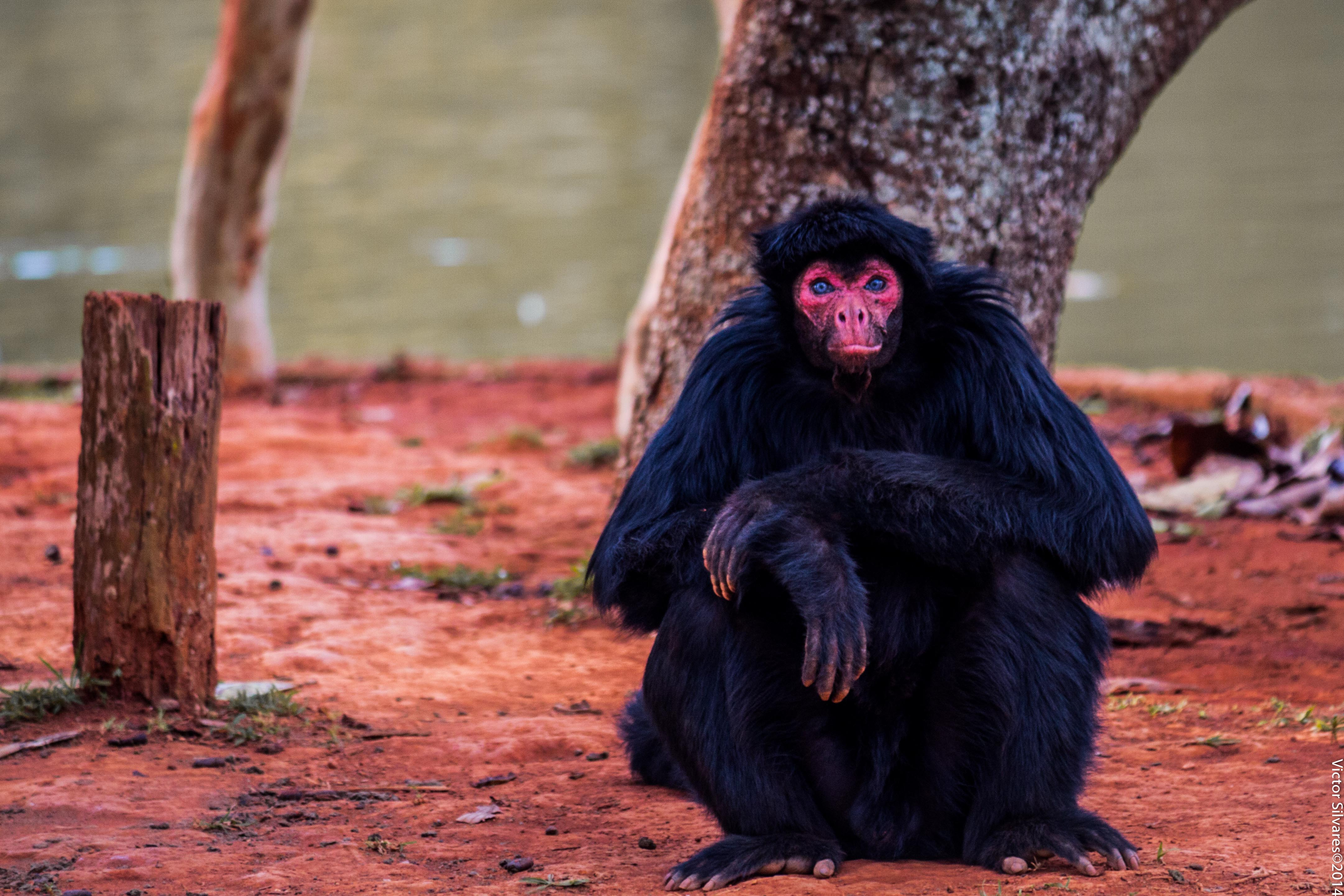
黑蜘蛛猴

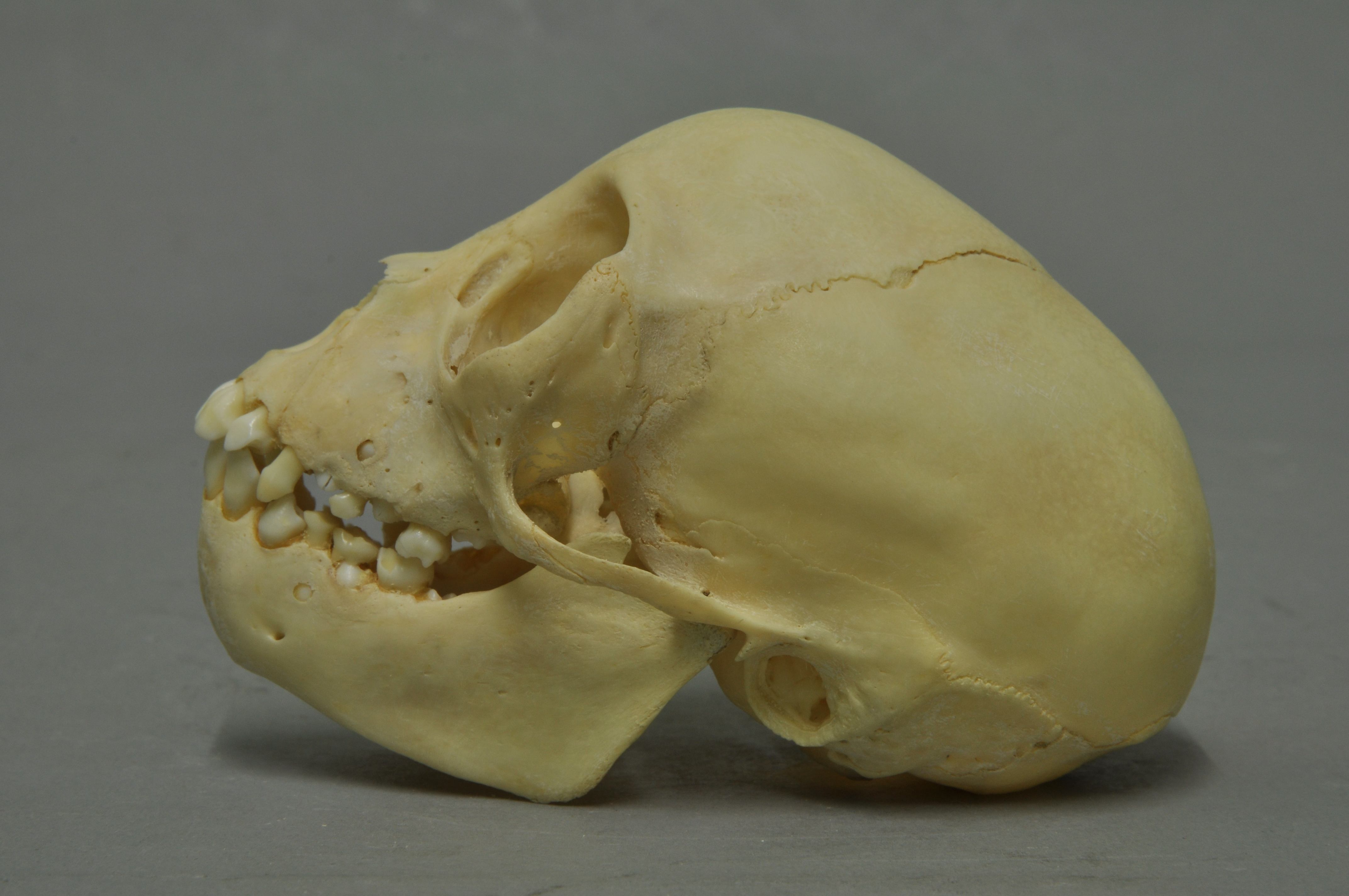
黑蜘蛛猴的顱骨

黑蜘蛛猴具有長而黑的毛髮，面部則呈紅或粉紅色，上面由較短而白的毛覆蓋。剛出生的幼猴面部呈黑色，隨著年紀增長才逐漸轉淡。黑蜘蛛猴不具有明顯的兩性異形，雄性平均體長為55.7（21.9英寸），雌性則為55.2 cm（21.7英寸）；雄性體重約為9.1（20磅），雌性則為8.4（19磅）。牠們的尾巴具有抓握能力，四肢長而強健。

## 行為
黑蜘蛛猴群呈現裂變融合社會結構，在夜晚時會形成多達30隻個體的群體，於白天時則會分散為小群體移動或覓食。夜晚時聚集而成的猴群英文稱為「Band」，這個群體多半由雌性個體與牠們的後代組成，並有少數的雄性個體保護牠們的安全。群體的分布範圍可達255公頃（630英畝），其中約220 ha（540 acre）為適宜的棲息地。
黑蜘蛛猴為雜食性，以白蟻、蠐螬、葉片、花朵、莓果與水果為食。妊娠期為226–232天，於4-5歲時斷奶並達到性成熟，圈養個體壽命可達33歲。

## 棲息與分布地
黑蜘蛛猴為狹棲性物種（Habitat Specialist），僅棲息於北巴西、蘇利南、蓋亞那、法屬圭亞那與委內瑞拉地區未開發的原始雨林。由於黑蜘蛛猴十分擅長攀爬與跳躍，牠們多半棲居於雨林的上層，並以樹冠層的食物為食。

## 保護現況
黑蜘蛛猴的棲息地現已被劃為保護區，並受到1973年所列的亞馬遜動物保護條例（Amazon Animal Protection Act）所保護。黑蜘蛛猴在國際自然保護聯盟瀕危物種紅色名錄中被列為易危物種。

## 延伸閱讀
- Neotropical Rainforest Mammals (1997), Louise Emmons and Francois Feer (英語)
- MacDonald, David W. (2006). Encyclopedia of Mammals, Volume 2. Facts on File. p. 333. (英語)
- Burnie, David and Wilson, Don (2001). Animals. DK Publishing, Inc. p. 123. (英語)
- Stewart, Melissa (2008). New World Monkeys. Lerner Publications Company. p. 27-29 (英語)
- Redmond, Ian (2008). The Primate Family Tree. Firefly Books Ltd. p. 97 (英語)

## 外部連結
- 黑蜘蛛猴簡介文檔（Primate Info Net） （页面存档备份，存于）